# Gavello
Gavello település Olaszországban, Veneto régióban, Rovigo megyében. Lakosainak száma 1465 fő (2023. január 1.). Gavello Ceregnano, Crespino, Adria és Villanova Marchesana községekkel határos.

## Népesség
A település lakossága az elmúlt években az alábbi módon változott:
| Lakosok száma | 1542 | 1538 | 1465 |
|               | 2017 | 2018 | 2023 |